# Caenopteris graminea
Caenopteris graminea là một loài dương xỉ trong họ Aspleniaceae. Loài này được Schkuhr mô tả khoa học đầu tiên năm 1809.
Danh pháp khoa học của loài này chưa được làm sáng tỏ. 